# Jardin botanique de Jindai

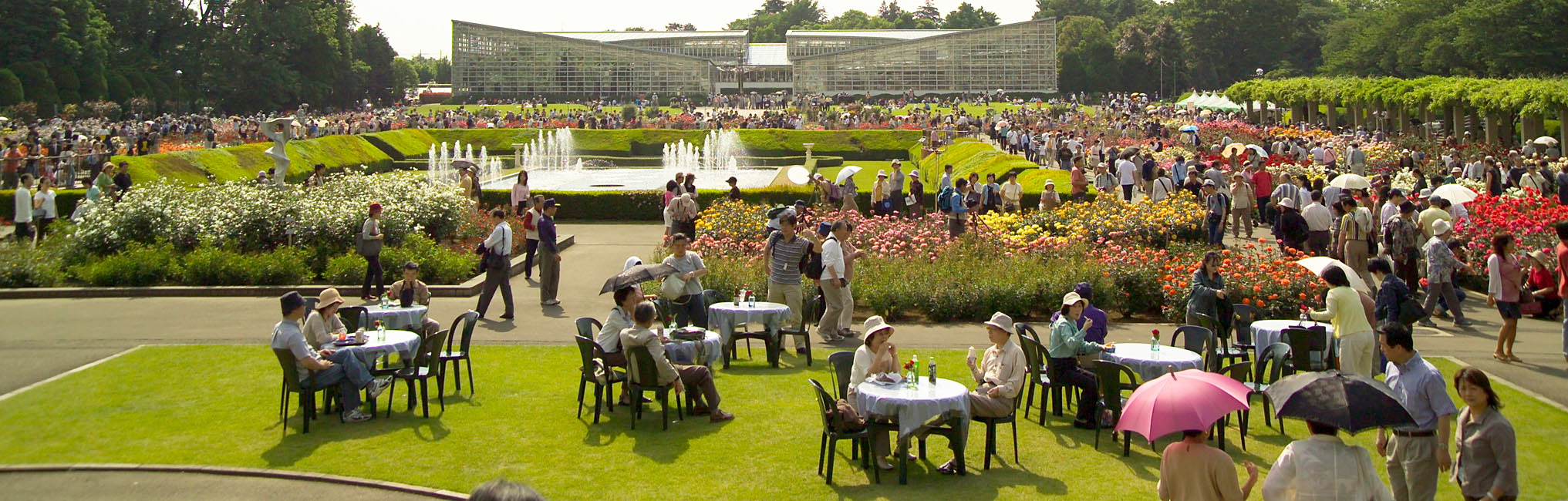
Le jardin des roses

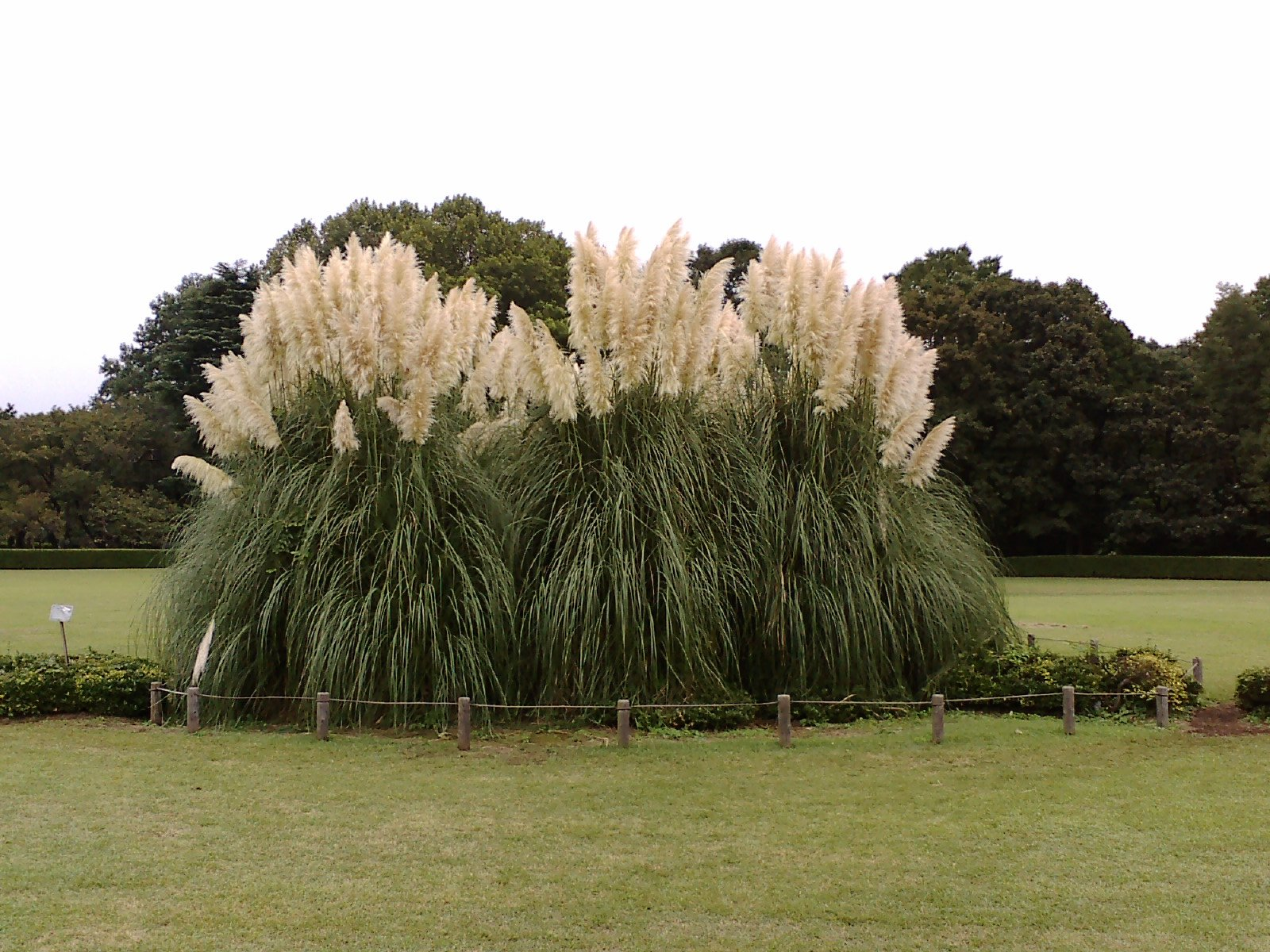
Grande touffe d'herbes de la pampa dans la zone 大芝生 du jardin botanique de Jindai, huit mètres de hauteur et sept mètres de diamètre, plus de 40 ans d'âge en 2007.

Le jardin botanique de Jindai (神代植物公園, Jindai shokubutsu kōen) est situé au bord du plateau de Musashino, juste au-dessus du Jindai-ji (temple bouddhiste) dans la ville de Chōfu, à Tokyo. Il s'étend sur 425 433 m2, et chacune de ses trente zones possède des variétés d'une espèce de plante. Des expositions d'ume, de sakura (cerises), de rhododendrons, de cornouiller, de pivoines, de roses, de wisteria ou autre fleurs sont présentées tous les mois. Devant le temple au-dessous se trouve également une zone humide annexe pour des plantes aquatiques, où sont cultivés des iris.
Le jardin possède 100 000 arbres et arbustes représentant environ 4 500 variétés, chacune avec une étiquette d'identification. Le parc dispose d'un programme de protection des végétaux pour préserver les espèces japonaises en voie de disparition et des expositions et des activités liées au jardinage à destination des citoyens locaux. Juste à l'extérieur de la porte arrière, se trouve un domaine où sont vendues certaines plantes.
Le site du Jardin botanique de Jindai faisait autrefois partie d'une forteresse médiévale qui datait peut-être de 1537. Plus tard, une pépinière y fournissait les arbres pour les rues de Tokyo. Après la guerre, il est ouvert au public sous le nom Jindai ryokuchi ((緑地), espace vert) et en 1961, il reçoit son nom actuel car il est devenu le premier jardin botanique de Tokyo.
Une grande serre a été construite en 1984 qui conserve la collection de plantes tropicales. L'étang aux nénuphars se trouve dans un secteur de la serre.
En bas du jardin se trouve le Jindai-ji (temple bouddhiste), le deuxième plus ancien de Tokyo. 

## Référence
- (en) Cet article est partiellement ou en totalité issu de l’article de Wikipédia en anglais intitulé « Jindai Botanical Garden » (voir la liste des auteurs).